# Relativistische Effekte in der Chemie
Der Begriff relativistischer Effekt wird in der Chemie für die Eigenschaften schwerer Elemente gebraucht, die nur durch Anwendung der relativistischen Quantenmechanik erklärbar sind.

## Spezielle Relativitätstheorie im Atom

### Klassische Betrachtung
Mit höherer Kernladungszahl Z steigt die elektrostatische Anziehungskraft des Atomkerns auf die Elektronen. Nach dem Bohrschen Atommodell kreisen die Elektronen der innersten Schalen mit einer Geschwindigkeit von {\textstyle Z\alpha \cdot c} um den Kern, wobei {\displaystyle \alpha \approx 1/137} die Feinstrukturkonstante ist. Für große Werte von Z kommen die Elektronen nahe an die Lichtgeschwindigkeit (bei Oganesson bis zu 0,86 c), und zur Beschreibung der Bewegung muss die spezielle Relativitätstheorie berücksichtigt werden. Zur Veranschaulichung spricht man dabei von der „relativistischen Massenzunahme“ des Elektrons – ein Begriff, der in der modernen Physik aber vermieden wird, weil er zu konzeptionellen Schwierigkeiten führt. Auch das Bohrsche Atommodell ist zwar anschaulich, aber eine sehr starke Vereinfachung.

### Quantenphysikalische Betrachtung
Mathematisch muss man den nichtrelativistischen Hamilton-Operator gegen einen relativistischen ersetzen. Dies gelingt bei Atomen relativ gut mit der Diracgleichung anstelle der Schrödingergleichung. Bei den leichteren Elementen überwiegen Terme wie die Breit-Korrektur für die Elektron-Elektron-Wechselwirkung und die Quantenelektrodynamik (QED) der Vakuumpolarisation und Vakuumfluktuation. Ungefähr ab der Ordnungszahl 50 spielt letzterer Term keine Rolle mehr, da die Vakuumpolarisation und die Vakuumfluktuation fast dieselben Werte annehmen. Innerhalb einer Gruppe des Periodensystems nimmt der Term für relativistische Effekte mit {\displaystyle Z^{2}} zu und erreicht in der 6. Periode eine nicht mehr zu vernachlässigende Größe. Daher müssen sie für Elemente ab Caesium (Ordnungszahl 55) Beachtung finden.

### Auswirkungen auf die Energieniveaus
Der relativistische Effekt führt zu einer Kontraktion der s-Orbitale und einiger p-Orbitale. Infolgedessen schirmen die Elektronen die Kernladung besser ab, und die Energieniveaus der übrigen Orbitale werden angehoben. Dies hat Einfluss auf die physikalischen Eigenschaften schwerer Elemente. 
Bei den Elementen der 5. Periode des Periodensystems spielt die Lanthanoidenkontraktion eine entscheidende Rolle, um das Verhalten zu beschreiben. Nach dieser müssten allerdings die s- und d-Energieniveaus vom Silber und Gold etwa gleich hoch sein. Beobachtet wird jedoch beim Gold eine Kontraktion des 6s- und eine Expansion des 5d-Niveaus. Beim Copernicium (Ordnungszahl 112) ist dieser Effekt noch ausgeprägter; möglicherweise ist der Niveauunterschied zwischen den 6d- und den 7p-Elektronen so groß, dass Copernicium Edelgascharakter besitzt.

## Effekte

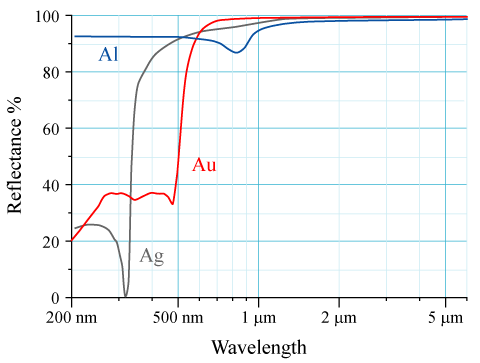
Reflexionsgrad von Gold, Silber und Aluminium. Der sichtbare Wellenlängenbereich erstreckt sich von 380 nm (violett) bis 780 nm (tiefrot).

Durch den relativistischen Effekt rücken die 6s-Niveaus und die 5d-Niveaus in Gold näher aneinander. Es entsteht eine Energiedifferenz, die der Wellenlänge von blauem Licht entspricht. Blaues Licht mit λ < 500 nm wird absorbiert, übrig bleibt die bekannte goldgelbe Farbe. In Silber, wo relativistischen Effekte viel geringer ausgeprägt sind, bleiben die 4d- und 5s-Niveaus weiter auseinander – die Absorption tritt erst im UV-Bereich auf. Gleichzeitig werden die Bindungslängen in Goldverbindungen verkürzt (um ca. 20 pm beim Gold-Dimer). Beim Element Roentgenium ist dieser Effekt vermutlich noch stärker ausgeprägt.
Mit der Verschiebung der Energieniveaus kann nicht nur der markante Farbunterschied von Silber und Gold erklärt werden, sondern auch der flüssige Aggregatzustand von Quecksilber.
Eine weitere Konsequenz des relativistischen Effekts ist, dass die Zuordnung künstlicher chemischer Elemente (mit hoher Ordnungszahl) zu den Gruppen des Periodensystems unsicher wird. Beispielsweise wurde diskutiert, ob Copernicium Edelgaseigenschaften besitzt.
Aufgrund des relativistischen Effekts ist entgegen der Systematik des Periodensystems die erste Ionisationsenergie von Francium höher als die von Caesium und die erste und zweite Ionisationsenergie von Radium höher als die von Barium.
Die relativistische Quantenmechanik erklärt auch den „Effekt des inerten Elektronenpaares“ (inert-pair effect), d. h., er erklärt, warum das äußerste Elektronenpaar im Valenz-s-Orbital anscheinend inert ist.
Die Neigung schwerer Elemente, Oxide zu bilden, folgt nicht den erwarteten Eigenschaften. So ist PbO die stabilste Sauerstoffverbindung des Bleis, während Silizium, Germanium und Zinn stabile Dioxide der Form MO2 bilden. Theoretischen Abschätzungen zufolge ist auch ein Großteil der elektrischen Spannung, die an den Polen des Bleiakkumulators anliegt, durch die Relativität bedingt. Ebenfalls ist kein stabiles Bismut(V)-oxid bekannt, von Phosphor, Arsen und Antimon aber schon.